# جو دیویس
جو دیویس (انگلیسی: Joe Davis; ۱۵ آوریل ۱۹۰۱ – ۱۰ ژوئیهٔ ۱۹۷۸) اسنوکرباز و بازیکن بیلیارد انگلیسی اهل انگلستان بود که در طول دهه‌های ۱۹۲۰ و ۱۹۳۰ حکمران بلامنازع بیلیارد بود. او بین ۱۹۲۷ تا ۱۹۴۶ قهرمان پانزده دورهٔ نخستِ مسابقات جهانی اسنوکر شد.